# Gunvor Sandkvist
Gunvor Snöfrid Sandkvist (gift Lampenius), född 3 november 1923 i Helsingfors, död 18 februari 2014 i Helsingfors, var en finländsk skådespelare.

## Biografi
Sandkvist genomgick Svenska Teaterns elevskola 1943–1946, var anställd på Svenska Teatern 1946–1988 och på Lilla Teatern 1971–1973. Förutom en lång rad stora teaterroller kan nämnas hennes huvudroll i Matti Kassilas filmklassiker Blå veckan (Sininen viikko, 1954) efter Jarl Hemmers novell. Hon medverkade även i Kassilas Den eldröda duvan (Tulipunainen kyyhkynen, 1961).

## Priser och utmärkelser
1988 Pro Finlandia-medaljen

## Filmografi
- 1948 – Genom dimman
- 1954 – En vecka av kärlek
- 1959 – Hårt spel i Norden
- 1959 – Spaderdam
- 1960 – Nina och Erik
- 1961 – Den eldröda duvan
- 1977 – Hemåt i natten
- 1980 – Eldsjälen
- 1999 – Lapin kullan kimallus

## Teater

### Roller (ej komplett)
| År   | Roll            | Produktion                                                                     | Regi           | Teater                       |
| ---- | --------------- | ------------------------------------------------------------------------------ | -------------- | ---------------------------- |
| 1957 | Alegre D'Alcala | Morgondagens män (Key Largo) Maxwell Anderson                                  | Gerda Wrede    | Svenska Teatern, Helsingfors |
| 1961 | Drottning Anna  | Richard III (The Life and Death of King Richard the Third) William Shakespeare | Eddie Stenberg | Svenska Teatern, Helsingfors |